# Costaricansk colón
Costaricansk colón (CRc - colón costarricense) är den valuta som används i Costa Rica i Nordamerika. Valutakoden är CRC. 1 colon = 100 céntimos.
Valutan infördes under år 1896 och ersatte den costarikanska peson och fick sitt namn efter Christopher Columbus (spanska Cristóbal Colón). Pluralformen är colones.
Tidigare användes colón även i El Salvador under namnet salvadoransk colón.
Valutan har en fast växelkurs till kursen 0,0019 US dollar (USD, $), det vill säga 100 CRC ≈ 0,20 USD och 1 USD ≈ 500 CRC.

## Användning
Valutan ges ut av Banco Central de Costa Rica, BCCR, som ombildades 1936 och har huvudkontoret i San José.

## Valörer
- mynt: 5, 10, 20, 25, 50, 100 och 500 colón
- underenhet: används ej, tidigare céntimos
- sedlar: 1000, 2000, 5000, 10 000, 20 000 och 50 000 colón